# Tor関手
ホモロジー代数において、Tor 関手 (英: Tor functor, torsion functor) はテンソル積の関手の導来関手である。それらは最初一般に代数トポロジーにおいてKünnethの定理と普遍係数定理を表現するために定義された。
特に R を環とし、R-Mod で左 R-加群の圏を、Mod-R で右 R-加群の圏を表す。R-Mod の加群 B をひとつ選んで固定する。Mod-R の対象 A に対し、T(A) = A⊗RB とおく。すると T は Mod-R からアーベル群の圏 Ab への右完全関手である。そして、その左導来関手 LnT が定義される。
{\displaystyle \mathrm {Tor} _{n}^{R}(A,B)=(L_{n}T)(A)}
とおく。すなわち、射影分解
{\displaystyle \cdots \longrightarrow P_{2}{\overset {d_{2}}{\longrightarrow }}P_{1}{\overset {d_{1}}{\longrightarrow }}P_{0}{\overset {\varepsilon }{\longrightarrow }}A\rightarrow 0}
をとり A の項を取り除き射影分解に B をテンソルして複体
{\displaystyle \cdots \longrightarrow P_{2}\otimes _{R}B{\overset {d_{2}\otimes 1}{\longrightarrow }}P_{1}\otimes _{R}B{\overset {d_{1}\otimes 1}{\longrightarrow }}P_{0}\otimes _{R}B\longrightarrow 0}
を得る。そしてこの複体のホモロジーをとる。

## 性質
- すべての n ≥ 1 に対して、TorR
n は Mod-R × R-Mod から Ab への加法的関手である。R が可換である場合には、Mod-R × Mod-R から Mod-R への加法的関手である。

- 導来関手のすべての族に対して正しいように、すべての短完全列 0 → K → L → M → 0 は次の形の長完全列を誘導する。

{\displaystyle \cdots \rightarrow \mathrm {Tor} _{2}^{R}(M,B)\rightarrow \mathrm {Tor} _{1}^{R}(K,B)\rightarrow \mathrm {Tor} _{1}^{R}(L,B)\rightarrow \mathrm {Tor} _{1}^{R}(M,B)\rightarrow K\otimes _{R}B\rightarrow L\otimes _{R}B\rightarrow M\otimes _{R}B\rightarrow 0.}
- R が可換で r ∈ R が零因子でなければ、

{\displaystyle \mathrm {Tor} _{1}^{R}(R/(r),B)=\{b\in B:rb=0\}}
であり、ここから用語 Tor (すなわち Torsion) が来ている。捩れ部分群参照。
- すべての n ≥ 2 に対して、TorZ
n(A, B) = 0 である[2]。理由：自由アーベル群の部分群は自由アーベル群なので、すべてのアーベル群 A は長さ1の自由分解をもつから。なのでこの重要な特別な場合には、n ≥ 2 の Tor 関手は消える。さらに、 f : A → A で"k 倍写像"を表すと TorZ
1(Z/kZ, A) = Ker(f) である。

- さらに、すべての自由加群は長さ0の自由分解をもつので、上記の議論から、F が自由 R-加群であれば、すべての n ≥ 1 に対して TorR
n(F, B) = 0。

- Tor 関手はフィルター余極限（英語版）と任意の直和を保つ。つまり、次の自然同型が存在する。

{\displaystyle \mathrm {Tor} _{n}^{R}\left(\bigoplus _{i}A_{i},\bigoplus _{j}B_{j}\right)\simeq \bigoplus _{i}\bigoplus _{j}\mathrm {Tor} _{n}^{R}(A_{i},B_{j}).}

- 有限生成アーベル群の分類から、すべての有限生成アーベル群は Z と Zk のコピーの直和であることを知っている。このことと前の3つから、A が有限生成であるときにはいつでも TorZ
1(A, B) を計算することができる。

- 加群 M ∈ Mod-R が平坦であることと、TorR
1(M, – ) = 0 であることは同値である。このとき、すべての n ≥ 1 に対して TorR
n(M, – ) = 0 でさえある[3]。実は、TorR
n(A, B) を計算するには、射影分解の代わりに A あるいは B の平坦分解を使ってもよい[注釈 4]。